# 도널드 M. 프레이저

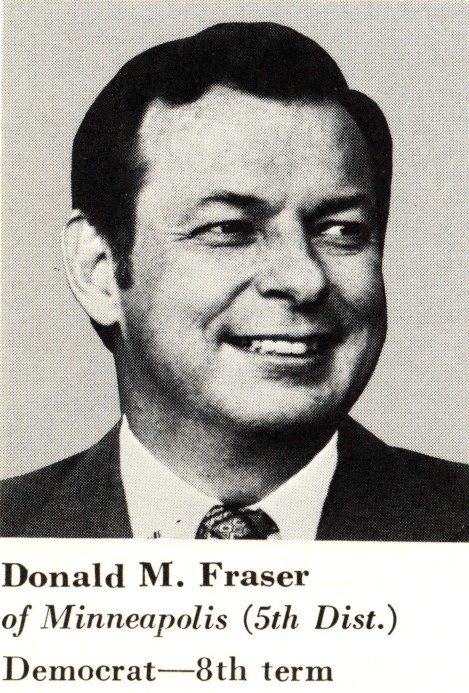
도널드 M. 프레이저

도널드 매케이 프레이저(영어: Donald MacKay Fraser, 1924년 2월 20일 ~ 2019년 6월 2일)은 미국의 정치인이다.

## 생애
프레이저는 1924년 2월 20일, 미국 미네소타주 미니애폴리스에서 태어났다. 그의 부모는 캐나다에서 온 이민자로, 아버지는 하버드 대학교에서 법률을 공부하고 조지 워싱턴 대학교에서 강의를 했으며, 1920년에 미네소타 대학교 법학대학 학과장이 되었다. 도널드 프레이저는 1941년 미네소타 대학교에 입학했다. 재학 중에는 대학의 수영 대표팀으로 활동하기도 했다.
1942년 7월, 해군 ROTC에 지원하여, 1944년 2월 장교로 임관하여 제2차 세계 대전 태평양 전선에 참전했다. 프레이저는 1946년까지 레이다 담당 장교로 복무했다. 1946년 6월 제대 후 미니애폴리스로 돌아와, 미네소타 대학교 로스쿨에서 법률 공부를 계속했다.
프레이저는 1948년 법학 학사 학위를 취득했다.

## 정치 인생
1954년, 프레이저는 미네소타 주의회 상원의원에 당선되어 8년간 일했으며, 1962년 미네소테 제5선거구에서 연방의회 하원의원에 선출되었다. 1963년 1월 3일부터 1979년 1월 3일까지 88대부터 95대까지 미국 하원 의원으로 일했다. 1978년 상원의원 선거에 도전했으나, 예비 선거에서 봅 쇼트에게 밀려 후보가 되지 못했다. 봅 쇼트는 선거에서 공화당의 데이비드 듀렌버거에서 밀려 낙선했다.
프레이저는 미국의 인권 정책을 수립하는제 중요한 역할을 맡았다. 제럴드 포드 대통령이 크메르 루주에 대처하기 위해 캄보디아에 대한 222백만 달러의 원조 요청에 대한 의회 토론에서 로버트 잉거솔 국무장관이 "론 놀 정권이 크메르 루주에게 항복하게 될 것입니다"라고 하자, 프레이저는 "통제 하에서 인명 피해를 최소화하기 위해 그렇게 하는 게 좋습니다"고 답했다.
프레이저는 1974년부터 1976년까지 민주적 활동을 위한 미국인들 모임을 이끌었다. 1979년 미니애폴리스 시장으로 선출되어 1980년 1월 1일부터 1993년 12월 31일까지 최장수 시장으로 봉사했다.

## 같이 보기
- 문선명
- 박보희

## 역대 선거 결과
| 선거명      | 직책명                        | 대수 | 정당                    | 득표율 | 득표수    | 결과 | 당락                      |
| ----------- | ----------------------------- | ---- | ----------------------- | ------ | --------- | ---- | ------------------------- |
| 1962년 선거 | 하원의원 (미네소테 제5선거구) | 88대 | 민주당                  | 51.65% | 87,002표  | 1위  | 미네소테 주 하원의원 당선 |
| 1964년 선거 | 하원의원 (미네소테 제5선거구) | 89대 | 민주당                  | 61.90% | 127,963표 | 1위  | 미네소테 주 하원의원 당선 |
| 1966년 선거 | 하원의원 (미네소테 제5선거구) | 90대 | 민주당                  | 59.65% | 86,953표  | 1위  | 미네소테 주 하원의원 당선 |
| 1968년 선거 | 하원의원 (미네소테 제5선거구) | 91대 | 민주당                  | 57.54% | 108,588표 | 1위  | 미네소테 주 하원의원 당선 |
| 1970년 선거 | 하원의원 (미네소테 제5선거구) | 92대 | 민주당                  | 57.12% | 83,207표  | 1위  | 미네소테 주 하원의원 당선 |
| 1972년 선거 | 하원의원 (미네소테 제5선거구) | 93대 | 민주당                  | 65.84% | 135,108표 | 1위  | 미네소테 주 하원의원 당선 |
| 1974년 선거 | 하원의원 (미네소테 제5선거구) | 94대 | 민주당                  | 73.75% | 90,012표  | 1위  | 미네소테 주 하원의원 당선 |
| 1976년 선거 | 하원의원 (미네소테 제5선거구) | 95대 | 민주당                  | 70.66% | 138,213표 | 1위  | 미네소테 주 하원의원 당선 |
| 1979년 선거 | 미니애폴리스 시장             | 44대 | 미네소타 민주농민노동당 | 52.29% | 58,845표  | 1위  | 미니애폴리스 시장 당선    |
| 1981년 선거 | 미니애폴리스 시장             | 44대 | 미네소타 민주농민노동당 | 60.03% | 63,217표  | 1위  | 미니애폴리스 시장 당선    |
| 1985년 선거 | 미니애폴리스 시장             | 44대 | 미네소타 민주농민노동당 | 81.79% | 43,215표  | 1위  | 미니애폴리스 시장 당선    |
| 1989년 선거 | 미니애폴리스 시장             | 44대 | 미네소타 민주농민노동당 | 79.00% | 44,585표  | 1위  | 미니애폴리스 시장 당선    |